# عباس نباتی

عبّاس نباتی (زادهٔ ۴ آذر ۱۳۲۱ آبادان) از دوبلورهای ایرانی است. او دانش‌آموختهٔ رشتهٔ زبان انگلیسی است. وی در تیر ماه ۱۳۴۱ زمانی که ۲۰ سال داشت در استودیو مولن‌رُژ با شرکت در دوبلهٔ فیلم «مادام کاملیا» نزد علی کسمایی فعالیت حرفه‌ای در دوبله را آغاز کرد. پس از ۱۲ سال یعنی در سال ۱۳۵۳ برای نخستین بار مدیریت دوبلاژ را نیز تجربه کرد.
کارتون‌هایی پرآوازه‌ای هم‌چون گربه‌سگ، دوقلوهای افسانه‌ای، باخانمان، بل و سباستین، دور دنیا در هشتاد روز (دوبلهٔ ۱۳۵۲) و سریال‌های بوژست، جزیره گریز، شزم، خانوادهٔ ویال، نامزد و بازی‌های محلی به سرپرستی عباس نباتی دوبله شدند. حدود ۴۰ قسمت از مجموعهٔ فرار از زندان نیز همزمان با دوبلهٔ محمود قنبری در استودیوی دوبله شبکه سه سیما و به مدیریت عباس نباتی دوبله شد که به ناگاه مسئولان سیما کار دوبله این فیلم را متوقف کردند.

## نمونه‌هایی از فعالیت در دوبله
پویانمایی سریالی ماجراهای تام سایر ۱۹۸۰
پویانمایی سریالی باخانمان ۱۹۷۸
پویانمایی سریالی ماجراهای هاکلبری فین ۱۹۷۶
پویانمایی سریالی دوقلوهای افسانه‌ای ۱۹۹۱
فیلم «کاراگاه برتی علیه تبهکاران» ۱۹۷۷ در نقش «اتوره» با بازی «برونو کورازاری»
فیلم حفره به جای شخصیت مانو با بازی فیلیپ لروآ
| سریال                             | سینمایی                              |
| اوشین (سرباز کاوامُرا)             | لورنس عربستان (دوبله مجدد)           |
| جومونگ (وزیر اعظم)                | ترافیک (اثر ژاک اتی)                 |
| کارتون ایکیو-سان (ژنرال)          | آفرین پدر (ویکاس با بازی راوی کیشان) |
| کارتون دوقلوهای افسانه‌ای (مارتین) | ثور: رگنوراک (جف گلدبلوم)            |
| کارتون ماجراهای هاکلبری فین (جیم) | راکی بالبوآ                          |
| جنگجویان کوهستان                  | عجیب‌تر از داستان ۲۰۰۶ (دیو)          |
| سوئینی ۱۳۵۵ (دنیس واترمن)         |                                      |
| ویرجینیایی ۱۳۵۱ (دوگ مک‌کلور)      |                                      |
| سرزمین گمشده (پسر)                |                                      |
| شزم                               |                                      |

## گرامیداشت
در تاریخ ۲۶ آبان ماه ۱۳۹۷ به پاس بیش از ۳۰ سال فعالیت هنری عباس نباتی، از وی تجلیل به عمل آمد و همزمان از مستند «خاطرات همسایه نیاگارا» تولید شبکهٔ مستند، که روایتگر فعالیت‌های هنری چند دههٔ اوست نیز به کارگردانی ابوالفضل توکلی رونمایی شد. وی لوح یادبود شبکه مستند را از دستان منوچهر اسماعیلی دریافت کرد و لحظه دریافت لوح از دستان منوچهر اسماعیلی را هیجان‌انگیزترین لحظه زندگی خود خواند.